# Hodenc-l'Évêque
Hodenc-l'Évêque är en kommun i departementet Oise i regionen Hauts-de-France i norra Frankrike. Kommunen ligger i kantonen Noailles som tillhör arrondissementet Beauvais. År 2022 hade Hodenc-l'Évêque 228 invånare.

## Befolkningsutveckling
Antalet invånare i kommunen Hodenc-l'Évêque
| Referens: INSEE |